# Royal Military Academy Woolwich
Krigsakademien (Royal Military Academy) grundlades 1741 i Woolwich, sydöst om London. Syftet var då att förse artilleri och ingenjörstrupper med officerare av god kvalitet. Skolan var känd under epitetet "The Shop" eftersom dess första byggnad var en tidigare verkstad tillhörig Woolwich Arsenal ("vapendepån i Woolwich", se Royal Arsenal).
En andra krigsakademi öppnades i Sandhurst, Berkshire, 1799. Båda skolorna stängdes vid andra världskrigets utbrott 1939. Akademin i Woolwich slogs sedan samman med den i Sandhurst och The Royal Military Academy Sandhurst öppnades igen 1947.